# Seznam dílů seriálu Star Trek: Lower Decks
Toto je seznam dílů seriálu Star Trek: Lower Decks. Americký animovaný televizní sci-fi seriál Star Trek: Lower Decks má 50 dílů rozdělených do 5 řad. První díl „Second Contact“ byl poprvé odvysílán 6. srpna 2020 a poslední „The New Next Generation“ 19. prosince 2024 na internetové platformě Paramount+ (původně CBS All Access).

## Přehled řad
| Řada | Díly | Premiéra v USA | Premiéra v USA    | Stanice v USA  |
| Řada | Díly | První díl      | Poslední díl      | Stanice v USA  |
| ---- | ---- | -------------- | ----------------- | -------------- |
| 1    | 10   | 6. srpna 2020  | 8. října 2020     | CBS All Access |
| 2    | 10   | 12. srpna 2021 | 14. října 2021    | Paramount+     |
| 3    | 10   | 25. srpna 2022 | 2. října 2022     | Paramount+     |
| 4    | 10   | 7. září 2023   | 2. listopadu 2023 | Paramount+     |
| 5    | 10   | 24. října 2024 | 19. prosince 2024 | Paramount+     |

## Seznam dílů

### První řada (2020)
| Č. v seriálu | Č. v řadě | Původní název          | Hvězdné datum | Režie          | Scénář                        | Zveřejnění (CBS All Access) |
| ------------ | --------- | ---------------------- | ------------- | -------------- | ----------------------------- | --------------------------- |
| 1            | 1         | Second Contact         | 57436.2       | Barry J. Kelly | Mike McMahan                  | 6. srpna 2020               |
| 2            | 2         | Envoys                 | neznámé       | Kim Arndt      | Chris Kula                    | 13. srpna 2020              |
| 3            | 3         | Temporal Edict         | 57501.4       | Bob Suarez     | Dave Ihlenfeld a David Wright | 20. srpna 2020              |
| 4            | 4         | Moist Vessel           | 57538.9       | Barry J. Kelly | Ann Kim                       | 27. srpna 2020              |
| 5            | 5         | Cupid's Errant Arrow   | 57601.3       | Kim Arndt      | Ben Joseph                    | 3. září 2020                |
| 6            | 6         | Terminal Provocations  | 57663.9       | Bob Suarez     | John Cochran                  | 10. září 2020               |
| 7            | 7         | Much Ado About Boimler | 57752.6       | Barry J. Kelly | M. Willis                     | 17. září 2020               |
| 8            | 8         | Veritas                | neznámé       | Kim Arndt      | Garrick Bernard               | 24. září 2020               |
| 9            | 9         | Crisis Point           | neznámé       | Bob Suarez     | Ben Rodgers                   | 1. října 2020               |
| 10           | 10        | No Small Parts         | neznámé       | Barry J. Kelly | Mike McMahan                  | 8. října 2020               |

### Druhá řada (2021)
| Č. v seriálu | Č. v řadě | Původní název                | Hvězdné datum | Režie       | Scénář                        | Zveřejnění (Paramount+) |
| ------------ | --------- | ---------------------------- | ------------- | ----------- | ----------------------------- | ----------------------- |
| 11           | 1         | Strange Energies             | neznámé       | Jason Zurek | Mike McMahan                  | 12. srpna 2021          |
| 12           | 2         | Kayshon, His Eyes Open       | 58001.2       | Kim Arndt   | Chris Kula                    | 19. srpna 2021          |
| 13           | 3         | We'll Always Have Tom Paris  | neznámé       | Bob Suarez  | M. Willis                     | 26. srpna 2021          |
| 14           | 4         | Mugato, Gumato               | 58036.4       | Jason Zurek | Ben Rodgers                   | 2. září 2021            |
| 15           | 5         | An Embarrassment of Dooplers | 58053.9       | Kim Arndt   | Dave Ihlenfeld a David Wright | 9. září 2021            |
| 16           | 6         | The Spy Humongous            | 58105.1       | Bob Suarez  | John Cochran                  | 16. září 2021           |
| 17           | 7         | Where Pleasant Fountains Lie | neznámé       | Jason Zurek | Garrick Bernard               | 23. září 2021           |
| 18           | 8         | I, Excretus                  | neznámé       | Kim Arndt   | Ann Kim                       | 30. září 2021           |
| 19           | 9         | wej Duj                      | neznámé       | Bob Suarez  | Kathryn Lyn                   | 7. října 2021           |
| 20           | 10        | First First Contact          | 58130.6       | Jason Zurek | Mike McMahan                  | 14. října 2021          |

### Třetí řada (2022)
| Č. v seriálu | Č. v řadě | Původní název                       | Hvězdné datum | Režie               | Scénář             | Zveřejnění (Paramount+) |
| ------------ | --------- | ----------------------------------- | ------------- | ------------------- | ------------------ | ----------------------- |
| 21           | 1         | Grounded                            | neznámé       | Jason Zurek         | Chris Kula         | 25. srpna 2022          |
| 22           | 2         | The Least Dangerous Game            | neznámé       | Michael Mullen      | Garrick Bernard    | 1. září 2022            |
| 23           | 3         | Mining the Mind's Mines             | 58256.2       | Fill Marc Sagadraca | Brian D. Bradley   | 8. září 2022            |
| 24           | 4         | Room for Growth                     | neznámé       | Jason Zurek         | John Cochran       | 15. září 2022           |
| 25           | 5         | Reflections                         | 58354.2       | Michael Mullen      | Mike McMahan       | 22. září 2022           |
| 26           | 6         | Hear All, Trust Nothing             | 58456.2       | Fill Marc Sagadraca | Grace Parra Janney | 29. září 2022           |
| 27           | 7         | A Mathematically Perfect Redemption | neznámé       | Jason Zurek         | Ann Kim            | 6. října 2022           |
| 28           | 8         | Crisis Point 2: Paradoxus           | neznámé       | Michael Mullen      | Ben Rodgers        | 13. října 2022          |
| 29           | 9         | Trusted Sources                     | 58496.1       | Fill Marc Sagadraca | Ben M. Waller      | 20. října 2022          |
| 30           | 10        | The Stars at Night                  | 58499.2       | Jason Zurek         | Mike McMahan       | 27. října 2022          |

### Čtvrtá řada (2023)
| Č. v seriálu | Č. v řadě | Původní název                       | Hvězdné datum | Režie                        | Scénář             | Zveřejnění (Paramount+) |
| ------------ | --------- | ----------------------------------- | ------------- | ---------------------------- | ------------------ | ----------------------- |
| 31           | 1         | Twovix                              | 58724.3       | Barry J. Kelly a Jason Zurek | Mike McMahan       | 7. září 2023            |
| 32           | 2         | I Have No Bones Yet I Must Flee     | neznámé       | Megan Lloyd                  | Aaron Burdette     | 7. září 2023            |
| 33           | 3         | In the Cradle of Vexilon            | 58759.1       | Brandon Williams             | Ben Waller         | 14. září 2023           |
| 34           | 4         | Something Borrowed, Something Green | neznámé       | Bob Suarez                   | Grace Parra Janney | 21. září 2023           |
| 35           | 5         | Empathological Fallacies            | neznámé       | Megan Lloyd                  | Jamie Loftus       | 28. září 2023           |
| 36           | 6         | Parth Ferengi's Heart Place         | 58901.5       | Brandon Williams             | Cullen Crawford    | 5. října 2023           |
| 37           | 7         | A Few Badgeys More                  | 58934.9       | Bob Suarez                   | Edgar Momplaisir   | 12. října 2023          |
| 38           | 8         | Caves                               | neznámé       | Megan Lloyd                  | Ben Rodgers        | 19. října 2023          |
| 39           | 9         | The Inner Fight                     | neznámé       | Brandon Williams             | Mike McMahan       | 26. října 2023          |
| 40           | 10        | Old Friends, New Planets            | neznámé       | Bob Suarez                   | May Darmon         | 2. listopadu 2023       |

### Pátá řada (2024)
| Č. v seriálu | Č. v řadě | Původní název                | Hvězdné datum | Režie            | Scénář                  | Zveřejnění (Paramount+) |
| ------------ | --------- | ---------------------------- | ------------- | ---------------- | ----------------------- | ----------------------- |
| 41           | 1         | Dos Cerritos                 | neznámé       | Megan Lloyd      | Aaron Burdette          | 24. října 2024          |
| 42           | 2         | Shades of Green              | 59376.9       | Bob Suarez       | Keith Foglesong         | 24. října 2024          |
| 43           | 3         | The Best Exotic Nanite Hotel | 59393.7       | Brandon Williams | Stephanie Amante-Ritter | 31. října 2024          |
| 44           | 4         | A Farewell To Farms          | neznámé       | Megan Lloyd      | Diana Tay               | 7. listopadu 2024       |
| 45           | 5         | Starbase 80?!                | neznámé       | Bob Suarez       | May Darmon              | 14. listopadu 2024      |
| 46           | 6         | Of Gods and Angles           | 59482.3       | Brandon Williams | Aaron Burdette          | 21. listopadu 2024      |
| 47           | 7         | Fully Dilated                | 59499.6       | Megan Lloyd      | Andrew Mueth            | 28. listopadu 2024      |
| 48           | 8         | Upper Decks                  | neznámé       | Bob Suarez       | Cullen Crawford         | 5. prosince 2024        |
| 49           | 9         | Fissure Quest                | neznámé       | Brandon Williams | Lauren McGuire          | 12. prosince 2024       |
| 50           | 10        | The New Next Generation      | neznámé       | Megan Lloyd      | Mike McMahan            | 19. prosince 2024       |